# Rudi Hempel
Rudi Hempel (* 9. Juni 1911 in Dresden; † 7. Januar 1947 ebenda) war ein deutscher Arbeiterfunktionär in Dresden und Widerstandskämpfer gegen den Nationalsozialismus.

## Leben

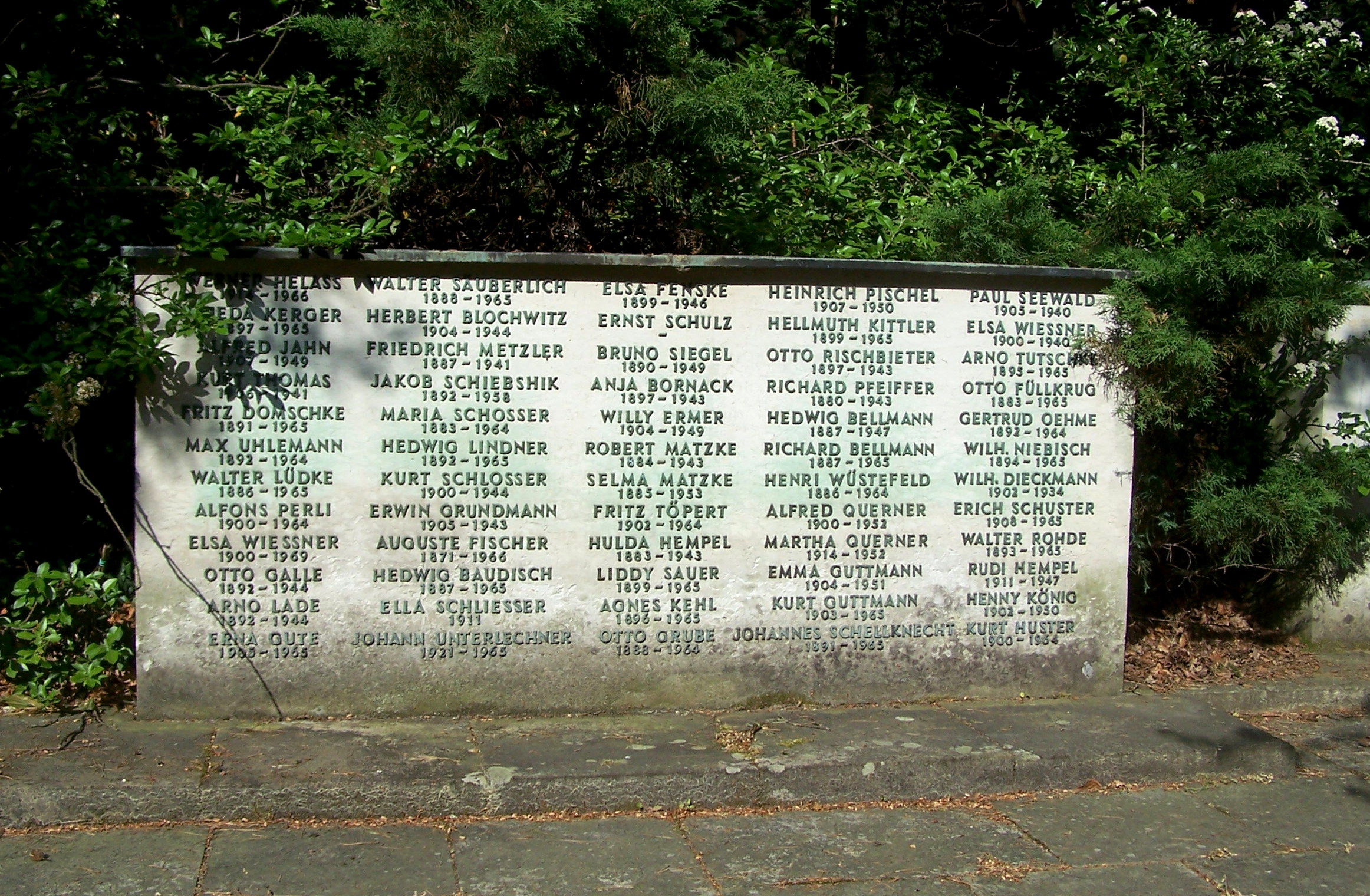
Hempels Urnengrab auf dem Heidefriedhof

Hempel kam als einer von vier Söhnen eines Dekorationsmalers in Dresden zur Welt. Die Familie lebte auf der Lauensteiner Straße 54 in Striesen. Der Vater wurde Leibgrenadier im Ersten Weltkrieg und galt ab 1915 als vermisst. Hempel trat im Alter von zwölf Jahren der Kommunistischen Kindergruppe bei und wurde aktiver Jungpionier. Nach Ende der Schulzeit begann Hempel eine Lehre als Ofensetzer. Er wurde 1925 Mitglied im Kommunistischen Jugendverband und 1928 KPD-Mitglied. In dieser Zeit übernahm er Arbeiten in ganz Deutschland und war zudem für mehrere Monate als Ofensetzer in der Schweiz tätig.
Nach der Machtergreifung der Nationalsozialisten war Hempel illegal für die KPD tätig und unter anderem an der Herstellung von Flugblättern beteiligt. Ab Sommer 1933 hielt er sich in Chemnitz auf, wo er im Herbst verhaftet wurde. In Dresden wurde er schwer misshandelt, was infolge einer beidseitigen Netzhautablösung zu einer Teilerblindung führte. Er wurde zu drei Jahren Zuchthaus verurteilt und in das Zuchthaus Waldheim gebracht. In der Haft erblindete Hempel fast vollständig. Kurz nach seiner Entlassung wurde Hempel erneut verhaftet und 1937 in das KZ Buchenwald deportiert, wo er bis 1945 blieb und befreit wurde. In Buchenwald engagierte sich Hempel im Widerstand, erblindete jedoch aufgrund fehlender ärztlicher Versorgung vollständig.
Nach seiner Befreiung kehrte Hempel im Mai 1945 nach Dresden zurück, engagierte sich bei Wiederaufbau der Stadt und wurde Mitglied der Landesleitung der KPD. Er erkrankte 1946 an doppelseitiger Lungentuberkulose und verstarb im Januar 1947 in Dresden. Sein Urnengrab befindet sich im Ehrenhain des Heidefriedhofs.

## Gedenken
Von 1962 bis 1991 trug die Vitzthumstraße in Dresden den Namen Rudi-Hempel-Straße. Eine Jugendherberge in Bad Schandau, Ortsteil Ostrau, trug den Ehrennamen „Rudi Hempel“.
Hempels Lebenslauf ist Teil der biografischen Sammlung der 1947 gegründeten und 1953 in der DDR aufgelösten Vereinigung der Verfolgten des Naziregimes, die im Bundesarchiv verwahrt ist.